# Iain Brines
Iain Robertson Brines (22 juli 1967) is een Schots voormalig voetbalscheidsrechter. Hij was in dienst van FIFA en UEFA tussen 2003 en 2009. Ook leidde hij tot zijn pensioen in 2014 wedstrijden in de Scottish Premier League.
Op 21 juni 2003 maakte Brines zijn debuut in Europees verband tijdens een wedstrijd tussen OFK Beograd en Trans Narva in de UEFA Intertoto Cup; het eindigde in 6–1 voor Beograd en de Schotse scheidsrechter gaf vijf gele kaarten. Zijn eerste interland floot hij op 18 augustus 2004, toen Ierland met 1–1 gelijkspeelde tegen Bulgarije. Tijdens dit duel gaf Brines geen gele kaarten.

## Interlands
| Datum            | Plaats             | Wedstrijd                 | Uitslag | Competitie        | Kreeg geel | Kreeg voor de tweede keer geel en dus rood | Weggestuurd |
| ---------------- | ------------------ | ------------------------- | ------- | ----------------- | ---------- | ------------------------------------------ | ----------- |
| 18 augustus 2004 | Dublin, Ierland    | Ierland – Bulgarije       | 1 – 1   | Vriendschappelijk | 0          | 0                                          | 0           |
| 6 september 2013 | Utrecht, Nederland | Nederland – Liechtenstein | 3 – 0   | Vriendschappelijk | 0          | 0                                          | 0           |